# リチャード・ロンクレイン
リチャード・ロンクレイン（Richard Loncraine, 1946年10月20日 - ）は、イギリスのテレビディレクター、映画監督、脚本家である。『リチャード三世』（1995年）で英国アカデミー賞脚色賞にノミネートされた。

## 主なフィルモグラフィ

### 映画
- ジュリア・幽霊と遊ぶ女 Full Circle (1977) 監督
- ストップ・ザ・売春天国 The Missionary (1982) 監督
- スティング/ブリムストン&トリークル Brimstone and Treacle (1982) 監督
- リチャード三世 Richard III (1995) 監督・脚本
- ウィンブルドン Wimbledon (2004) 監督
- ファイヤーウォール Firewall (2006) 監督
- たった一人のあなたのために My One and Only (2009) 監督
- ニューヨーク 眺めのいい部屋売ります Ruth & Alex (2014) 監督
- 輝ける人生 Finding Your Feet (2017) 監督

### テレビ
- バンド・オブ・ブラザース Band of Brothers (2001) ミニシリーズ、監督
- チャーチル/大英帝国の嵐 The Gathering Storm (2002) テレビ映画、監督
- 美しきイタリア・私の家 My House in Umbria (2003) テレビ映画、監督
- The Special Relationship (2010) テレビ映画、監督